# Ichneumon lectus
Ichneumon lectus là một loài tò vò trong họ Ichneumonidae.